# Hans Plischke
Hans Hermann Joseph Plischke (* 12. Februar 1890 in Eilenburg; † 28. April 1972 in Göttingen) war deutscher Ethnologe und von 1934 bis Januar 1946 und von 1949 bis 1959 Professor und Direktor des Instituts für Völkerkunde in Göttingen. Von 1933 bis 1945 war er Mitglied der NSDAP und des NS-Lehrer- und Dozentenbundes.

## Leben

### Kindheit und Jugend
Am 12. Februar 1890 wurde Hans Plischke in Eilenburg, Sachsen, als Sohn des Büro- und Bürgervorstehers sowie Landwirtes Max Plischke und Elisabeth Plischke (geb. Sieg) geboren. In seiner Geburtsstadt besuchte er sowohl die Bürgerschule als auch das Realgymnasium, welches später zum Reformrealgymnasium beziehungsweise zur Oberschule Eilenburg umbenannt wurde.

### Studium
Im Sommersemester 1910 begann Plischke zu studieren. Er war in den Universitäten München, Göttingen und Leipzig in den Fächern Völkerkunde, Volkskunde und Anthropologie sowie in unterschiedlichen Naturwissenschaften immatrikuliert. Er promovierte bei Karl Weule an der Universität Leipzig im Januar 1914. Sein Thema war Die Sage vom Wilden Heere im deutschen Volke. Während dieser Zeit bildete er sich im Leipziger Museum für Völkerkunde zum Museumsethnographen weiter und wurde anschließend von seinem Doktorvater Weule an das neu gegründete Staatliche Forschungsinstitut für Völkerkunde in Leipzig vermittelt. Dort arbeitete er ab dem Herbst 1914 als Assistent. Mit dem Ausbruch des Ersten Weltkrieges wurde seine wissenschaftliche Karriere unterbrochen. Er wurde 1917 mit einer militärischen Abteilung nach Rumänien gebracht, wo er versuchte ethnographische Arbeiten anzufertigen. Diese blieben allerdings ohne Ergebnisse. Ab 1918 arbeitete er erneut als Assistent im Leipziger Forschungsinstitut für Völkerkunde und begann ab 1919 ein Ethnographisches Seminar in der Leipziger Universität zu halten. Im Anschluss erhielt er dort 1920 eine planmäßige Assistentenstelle. Im gleichen Jahr heiratete Plischke die Diplom-Handelslehrerin Eleonore Sieg. Vier Jahre später, 1924, habilitierte sich Plischke an der philosophischen Fakultät der Leipziger Universität. Sein Thema war Das Abendland und die Völker des Stillen Ozeans – Ein Beitrag zur Geschichte der Völkerkunde. Mit dem Spezialgebiet Südsee wurde ihm im Mai 1924 die Venia Legendi für Völkerkunde erteilt.

### 1925–1932
1925 wurde Plischkes erster Sohn Hermann geboren, der später als Verlagskaufmann arbeitete. Insgesamt hatte Hans Plischke vier Kinder, von denen zwei aber schon sehr früh starben. Seine Karriere wurde währenddessen durch seinen Leipziger Doktorvater Weule gefördert. Dieser empfahl ihn aufgrund mangelnder Karrierechancen in Leipzig nach Göttingen weiter. Als junger Privatdozent hinterließ Plischke bei seinem ersten Besuch 1925 in Göttingen einen guten Eindruck. Aufgrund desolater Staatsfinanzen war aber die Finanzierung seiner Stelle nicht gewährleistet, und erst zum Sommersemester 1928 konnte er einen Lehrauftrag in Völkerkunde aufnehmen. Zwischenzeitlich hatte Hans Plischke schon bezweifelt, dass das preußische Kulturministerium Interesse an völkerkundlicher Wissenschaft hat.
Somit zog er mit seiner Familie nach Göttingen. Dort sollte er die ethnografische Sammlung erschließen, erweitern und verstärkt in die Lehre einbinden. Plischke wurde 1929 außerordentlicher Professor. Anfangs war seine Lehrstelle noch der mathematisch-naturwissenschaftlichen Fakultät angegliedert, aber schon 1932 wurde Völkerkunde ein eigenständiges Hauptfach der philosophischen Fakultät. Zu Plischkes Zufriedenheit nahm die Zahl der Studenten zu, so dass 130 bis 150 Teilnehmer während seiner Vorlesungen gezählt werden konnten. Sein zweiter Sohn Heinz wurde im Jahr 1932 geboren. Der spätere Druckerei-Ingenieur blieb das letzte Kind der Plischkes.

### Politisches Engagement und Arbeit im Nationalsozialismus
Hans Plischke trat zum 1. Mai 1933 der NSDAP bei (Mitgliedsnummer 2.374.608).  Zuvor war er Mitglied der Deutschnationalen Volkspartei gewesen. Er unterzeichnete am 11. November 1933 das Bekenntnis der Professoren an den deutschen Universitäten und Hochschulen zu Adolf Hitler und dem nationalsozialistischen Staat. Als die Nationalsozialistische Dozentenschaft gegründet wurde, ließ er sich zum Leiter des wissenschaftlichen Amtes ernennen. Zu seinen Aufgaben gehörte es, eine dem NS-Regime hörige Wissenschaft zu etablieren und das wissenschaftliche Leben an der Universität zu organisieren. Dozierende wurden von ihm registriert und an eine Zentrale in Berlin gemeldet, wo sie in der nationalsozialistischen Ideologie weitergebildet wurden. In der NSDAP fungierte er als Gutachter für die Parteiamtliche Prüfungskommission zum Schutz des NS-Schrifttums. Hans Plischke leitete in der Göttinger Akademie der Wissenschaften den Bereich Völkerkunde im Kriegseinsatz der Geisteswissenschaften. Darüber hinaus war er von 1933 bis 1939 förderndes Mitglied der SS, Mitglied der Nationalsozialistischen Volkswohlfahrt und des NS-Lehrerbundes. Er wurde zu den politisch aktivsten Dozenten gezählt.
An der Göttinger Universität baute er weiterhin sein Seminar zur Völkerkunde aus und erweiterte die ethnografische Sammlung. So gelang es ihm 1933, dass seine informelle Leitung der ethnografischen Sammlung vom Kultusministerium anerkannt wurde und er nun offiziell zum Direktor ernannt wurde. 1935 wurde er schließlich zum ordentlichen Professor und Ordinarius für Völkerkunde berufen. Von November 1934 bis zum Oktober 1935 war er außerdem Dekan der Philosophischen Fakultät in Göttingen. In dieser Funktion war er u. a. daran beteiligt, die vorzeitige Emeritierung von Kollegen zu betreiben, wie beispielsweise des Anglistik-Ordinarius Hans Hecht. Darüber hinaus engagierte er sich als Leiter der Pressestelle der Universität. Im Dezember 1936 weihte Plischke am damaligen Adolf-Hitler-Platz, dem heutigen Theaterplatz, das neue Völkerkunde-Museum ein, welches auch als Institutsgebäude diente. In seiner Ansprache zur Einweihung lobte er die Machtergreifung der Nationalsozialisten, da so die Gründung des Museums möglich geworden wäre. Allerdings wurden die Baukosten von der Fritz-Behrens-Stiftung aus Hannover übernommen. Das Museum, welches im Volksmund Plischkeum genannt wurde, wurde schon in den ersten 16 Monaten von 20.000 Menschen besucht. Bis zum Kriegsbeginn im September 1939 war Plischke bemüht die Sammlung zu erweitern. Darüber hinaus nutzte er die Kriegslage aus, um Sammlungen, unter anderem aus dem besetzten Lodz in Westpolen, zu erwerben. Plischke brachte auch ausländische, ethnologische Literatur aus den besetzten Nachbarländern nach Göttingen und nahm völkerkundliche Sammlungen aus Frankreich an, die ihm von deutschen Soldaten angeboten wurden. Allerdings blieb das Völkerkunde-Museum während des Krieges geschlossen.
Der Lehrbetrieb an der Göttinger Universität wurde aber fortgeführt. So gelang es ihm im Sommersemester 1940, zum Vertreter des Prorektors und zum Mitglied des Senats der Universität ernannt zu werden. Außerdem wurde er Vertreter des Prodekans der Philosophischen Fakultät. Schon vom Trimester 1941 bis zum Sommersemester des gleichen Jahres war er geschäftsführender Rektor. Im November 1941 wurde er dann zum Rektor der Universität Göttingen und blieb dies bis zum September 1943. Im Sommersemester des folgenden Jahres fungierte er als Prorektor und Mitglied der Geschäftskommission der Akademie der Wissenschaften. Mit dem Kriegsende im Mai 1945 wurde auch das völkerkundliche Institut der Göttinger Universität geschlossen. Plischke arbeitete trotzdem weiter an der Vergrößerung der ethnografischen Sammlung.

### Entlastung und Arbeit nach 1945
Sein Engagement, die völkerkundliche Sammlung auch nach dem Krieg, unter Ausnutzung der prekären wirtschaftlichen Lage in Deutschland, auszubauen, scheiterte, als er am 24. Januar 1946 als politisch unerwünschte Person vom Dienst suspendiert wurde. Plischke wurde vom Untersuchungsausschuss für den Lehrkörper der Universität und dem Hauptausschuss der Stadt Göttingen in die Kategorie Aktivisten, Militaristen und Nutznießer eingeteilt. Doch schon im November 1947 wurde er durch die Militärregierung als Minderbelasteter eingestuft. Plischke erhob gegen die Einschätzung des Hauptausschusses der Stadt mehrfach Einspruch, bis sich diese auch der Militärregierung anschloss. Dieses Ergebnis schloss eine Lehrtätigkeit aus und auch die Unterordnung von Personal war so verboten.
Im Februar 1948 wurde nach erneuter Berufung das Urteil so modifiziert, dass er weiter wissenschaftlich arbeiten und publizieren durfte und darüber hinaus auch 50 Prozent seiner Pension erhalten sollte. Ein Formfehler führte dazu, dass Plischke erneut Berufung einlegen konnte und so schließlich am 28. September 1948 durch den Entnazifizierungs-Ausschuss der Stadt in die Kategorie Entlastete eingestuft wurde.
Plischkes Taktik, sich aus seinen Verstrickungen mit dem NS-Regimes herauszuwinden, war dabei sehr ausgefeilt und von der Verdrehung seiner Tätigkeiten und Mitgliedschaften geprägt. So war er nach dem gescheiterten Hitlerattentat vom 20. Juli 1944 von dem damaligen Rektor der Universität Göttingen, Hans Drexler, auf eine Liste von Personen, die dem Nationalsozialismus fern stehen, gesetzt worden. So sollten zwei andere Professoren gedeckt werden, da sie unter bekennenden Nationalsozialisten nicht weiter auffallen würden. 1944 widersprach Plischke noch dieser Einstufung, später nutzte er diese geschickt, um sich als Gegner des NS-Regimes zu positionieren. Plischke argumentierte vor dem Ausschuss weiter, dass er zwar 1933 als überzeugter Nationalsozialist der NSDAP beigetreten war, aber schnell die wahren Absichten der nationalsozialistischen Führerschaft erkannt habe. So gab er an, dass er alle Ämter nur sehr widerstrebend angenommen und seine Position benutzt habe, um Abläufe zu sabotieren. So sollen seine Reden als Rektor der Universität zwar von NS-Rhetorik durchsetzt worden sein, dies aber nur, um sich selbst zu schützen und in ihrer übersteigerten, bombastischen Form das NS-System lächerlich zu machen. Zeugen bestätigten, dass er sowohl die Reichspogromnacht verurteilt und sich auch für die Immatrikulation „nicht-arischer“ Studenten eingesetzt habe. Besonders sein Einsatz gegen den damaligen Gaudozentenbundführer Schürmann wurde ihm positiv angerechnet. Diesen hatte Plischke in ein Disziplinarverfahren aufgrund des Vorwurfs des Plagiats gedrängt und ihn so handlungsunfähig gemacht. Während des gesamten Verfahrens gegen Hans Plischke kamen ihm zahlreiche Kollegen zur Hilfe und sagten positiv über ihn aus. So erklärte 1946 Rudolf Smend, der neue Rektor der Göttinger Universität, dass Plischke als Mensch der praktischen Leistung zwar in den ersten Jahren die NS-Herrschaft unterstützt, aber sehr bald seine Fehler gut gemacht habe und für eine befreiende Stimmung als Rektor der Universität Göttingen sorgte. All diese Argumente überzeugten die Mitglieder des Hauptausschusses und sie stuften Plischke somit schließlich als entlastet ein. Die britische Militärregierung war zwar wenig überzeugt und stufte die Entscheidung als merkwürdig ein, nach einer kurzzeitigen Sperrung überließ sie aber den Deutschen den endgültigen Beschluss.
Mit Unterstützung durch den Rektor der Göttinger Universität und weiteren Kollegen aus Wissenschaft und Forschung gelang es Hans Plischke im Wintersemester 1949/1950, seinen Lehrstuhl für Völkerkunde in Göttingen wiederzuerhalten. Er übernahm auch die Stelle als Direktor der ethnografischen Sammlung. Im Dezember 1949 war er wieder ordentlicher Professor an der Göttinger Universität. Der Kultusminister Niedersachsens setzte ihn wieder in alle alten Ämter ein.
1957 nahm ihn die Akademie der Wissenschaften erneut auf. Hans Plischke wurde im Jahr 1958 emeritiert, vertrat aber noch bis zum September 1959 seinen völkerkundlichen Lehrstuhl in Göttingen.

### Die letzten Jahre
Nachdem Hans Plischke in den Ruhestand gegangen war, blieb er ein anerkannter Wissenschaftler, und viele seiner Schüler führten seine Bestrebungen fort, die Völkerkunde in Deutschland auszubauen und ihren Einfluss zu vergrößern. Plischke selbst hielt noch bis 1964 Vorlesungen an der Göttinger Universität. Am 28. April 1972 starb Hans Plischke im Alter von 82 Jahren in Göttingen. Seine Frau Eleonore starb sechs Jahre später.

## Wirken

### Völkerkundliche Lehre und Forschung
Hans Plischke verkörperte den nationalsozialistischen Pflichtmenschen mit organisatorischen Talent. Er hatte Erfolge bei der Lehre, bei der Erweiterung der völkerkundlichen Sammlung in Göttingen und der Positionierung der Ethnologie in Deutschland als eigenständiges Fach.
Zum Beginn seiner Karriere interessierte er sich hauptsächlich für die Entdeckungsgeschichte. Seinen Schwerpunkt setzte er dabei auf Ozeanien. Er war Gründer der Brockhaus-Reihe Alte Reisen und Abenteuer und veröffentlichte selbst vier Bände über berühmte Entdecker. Aus diesem Engagement entstand für ihn die Möglichkeit, für längere Zeit weitere Rubriken für die Brockhaus-Redaktion zu bearbeiten. Aufgrund finanzieller Engpässe und des Ausbruchs des Zweiten Weltkrieges war es ihm anfangs nicht möglich, zu Feldforschungen aufzubrechen. Trotz mangelnder Erfahrung im Feld wurde er zu einem gefragten Theoretiker der völkerkundlichen Wissenschaft. Er wird dabei der kulturhistorischen Schule zugerechnet, auch wenn er als Theorieskeptiker stets für neue Einflüsse offen blieb. Diese liberale Haltung spiegelte sich auch in seiner methodischen Ausrichtung wider. Plischke gelang es immer wieder, eine Verbindung zwischen Geistes- und Naturwissenschaften herzustellen. Darüber hinaus verknüpfte er Volkskunde und Völkerkunde sowie Literaturwissenschaften und Geschichte miteinander. Aus diesem fächerübergreifenden Interesse und seiner nationalsozialistische Ideologie heraus, entwickelte sich eine rassistische, völkerkundliche Theorie.
Hans Plischke untersuchte, welchen Einfluss die „Rasse“ des Menschen auf seine Kultur hat und begann im Dritten Reich seine Vorlesungen ab dem Sommersemester 1931 mit rassistischen Themen zu durchsetzen. Er versuchte die naturwissenschaftliche Anthropologie mit der geisteswissenschaftlichen Völkerkunde zu verbinden. So ließ er physisch-anthropologische Fragen in die Forschung einfließen und benutzte anthropologische Erkenntnisse, um die Völkerkunde theoretisch auszubauen. Er entwickelte die Theorie, dass eine reine „Rasse“ nicht mehr existent ist und dass dadurch der Zusammenhang von Rasse und Kultur schwer zu bestimmen sei. Dabei setzte er aber nicht auf eigene Forschungen, sondern ließ den „Rasse“-Begriff in seine Veröffentlichungen und Vorlesungen einfließen, um zum einen der nationalsozialistischen Propaganda gerecht zu werden und zum anderen theoretische Lücken zu überspielen. Obwohl er Anthropologie studiert hatte, stellte er „Rassenzugehörigkeit“ als Tatsache hin und wurde nicht auf die mangelnde theoretische Beweisführung aufmerksam.
Auch die von Plischke aufgestellte Definition zu Naturvölkern zeigten deutlich, welches Verhältnis er zu dem ethnologischen Forschungsgegenstand hatte. So hielt er 1921 Naturvölker für Menschengruppen, die in hohem Maßen ihren Umweltbedingungen ausgesetzt sind. Dabei kam es bei Plischke aber nicht zu einer verklärten, romantischen Idealisierung dieser Völker. Weiterhin lehnte er evolutionstheoretische Konzepte ab und ging von einer kulturellen Entwicklung aus, die durch Umwelt und „Rasse“ beeinflusst wird. Er wandte sich darüber hinaus auch gegen die Kulturkreislehre, da dort nur einzelne Objekte verglichen wurden. Somit war sein Kulturbegriff holistisch geprägt. Kulturen waren für ihn Produkte aus Umwelt, Geschichte und „Rasse“.
Plischke unterteilte die Völkerkunde in Deutschland in Ethnologie und Ethnographie. Studienziel sollte es sein, die drei kulturstiftenden Momente, Umwelt, Geschichte und „Rasse“ zu untersuchen. Dabei sollte es auch zu einer Rekonstruktion der Menschheitsgeschichte und der Kulturentwicklung kommen. Trotz seiner methodischen Liberalität setzte er bei diesen Untersuchungen hauptsächlich auf den Kulturvergleich.

### Koloniales Interesse
Das Thema „Koloniales“ war ein Schwerpunkt von Hans Plischkes Arbeit und Forschung. Im Sommersemester 1934 begann er seine ausführliche, thematische Auseinandersetzung mit dem damals aktuellen und nicht historischen Kolonialbesitz des Deutschen Reiches. Ab dem Wintersemester 1939/1940 baute er das universitäre Angebot im Bereich „Koloniales“ aus. Dabei hatte er auch ein politisches Interesse und äußerte sich auch in der Öffentlichkeit zu kolonialen Themen. So hielt er im November 1940 eine Kolonialwissenschaftliche Arbeitszusammenkunft in Göttingen ab, die hauptsächlich von nationalsozialistischen Professoren besucht wurde. Noch im Januar 1943 wiederholte er diese Arbeitstagung. Als im Sommersemester 1943 abzusehen war, dass Deutschland den Krieg und damit die erhofften Kolonien verlieren könnte, verschwand dieser Themenbereich aus dem Vorlesungsverzeichnis.
In Hans Plischkes nationalsozialistischer Logik war Kolonialismus ein natürlicher Prozess, bei dem schwächere Völker, beziehungsweise „Rassen“, den Stärkeren weichen müssen. Dabei setzte er sich aber nicht für eine Vernichtung der Kolonisierten ein, sondern stellte fest, dass diese als Arbeitskräfte benötigt werden. Da es für „weiße“ Europäer nicht möglich ist, in tropischen Kolonien zu arbeiten, werden diese benötigt, so Plischkes Logik. Dem Völkerkundler sollte dabei die Rolle des Vermittlers und Betreuers der kulturell-fremden Völker zukommen. So sah er Gefahren nicht nur in den widrigen Umweltbedingungen, sondern auch in der zahlenmäßigen Größe der Kolonisierten, zum Beispiel in Afrika. Er spricht den einheimischen Völkern aber jedes Recht auf Selbstbestimmung und Eigenverantwortlichkeit ab.
Plischke hatte hier die nationalsozialistische Propaganda nicht nur aufgenommen, sondern auch weiterentwickelt und wissenschaftlich verteidigt. Mit dem Ablauf des Zweiten Weltkrieges entwickelten sich auch seine Wünsche und Vorstellungen vom Kolonialismus. So erstarb die Begeisterung, als abzusehen war, dass das Deutsche Reich keine Kolonien in Afrika erhalten wird und mit Kriegsende verschwand dieser Punkt völlig aus seinen völkerkundlichen Veröffentlichungen.

### Antisemitismus
Der Antisemitismus war ein Grundelement des Nationalsozialismus. Auch Hans Plischke zeigte in Briefen und Vorlesungen antisemitische Tendenzen. 1935 betrieb er die Entlassung des Historikers Alfred Hessel mit der Begründung: „Er ist Jude. Daher ist es notwendig, ihn auszuschalten“.
In seinen wissenschaftlichen Publikationen lassen sich diese Vorbehalte nicht erkennen. Plischkes Antisemitismus wurde besonders deutlich, als 1937 das Lehrbuch der Völkerkunde von dem Berliner Ethnologen Konrad Theodor Preuß veröffentlicht wurde. Einer der Beiträge war von dem jüdischen Ethnologen Leonhard Adam verfasst worden. In einem Brief an den Kulturminister in Berlin äußerte sich Hans Plischke am 22. November 1937 deutlich antisemitisch. So schrieb er, dass er eine Mitarbeit an dem Buch ablehne, da er von den jüdischen Wurzeln Adams wusste. Darüber hinaus forderte Plischke, dass an einem Lehrbuch, das für deutsche Studenten bestimmt ist, nicht jüdische Menschen mitarbeiten sollten. Daran wird deutlich, dass Plischke antisemitische Positionen vertrat, auch wenn es dafür keinen opportunistischen Grund gab. Plischke war im Vergleich zu seinen Kollegen ein engagierter Antisemit und schaffte es unter anderem, dass in der zweiten Auflage des Lehrbuches der Völkerkunde der Beitrag von Leonhard Adam entfernt wurde.
Hans Plischke war bemüht, jüdische Kollegen zu denunzieren. Dabei waren keine fachlichen Kriterien entscheidend, sondern lediglich seine antisemitische Weltanschauung. Plischke war somit ein Unterstützer der antisemitischen Verfolgung während des Dritten Reiches.

### Theorie nach 1945
Mit seiner endgültigen Rehabilitierung im Jahre 1949 war es Hans Plischke auch wieder möglich, wissenschaftliche Arbeiten zu publizieren. Das Veröffentlichungsverbot nach dem Sieg über Nazi-Deutschland war somit aufgehoben. Eine völlige theoretische Neuausrichtung Plischkes lässt sich nicht feststellen. Mit dem Ende des Dritten Reiches war ihm zwar bewusst, dass Begriffe wie „Rasse“ vermieden werden sollten, darüber hinaus kommt es aber zu wenigen Veränderungen. Seine Interessengebiete blieben weiterhin Südostasien und die Entdeckungsgeschichte der Welt.
Plischke war unter Kollegen weiterhin hoch angesehen. Der Aufbau des Göttinger Instituts für Völkerkunde und den Ausbau der ethnografischen Sammlung wurden ihm nach wie vor hoch angerechnet. Trotz der veralteten, ethnologischen Theorien war er auch nach 1945 ein gefragter Professor für Vorlesungen. Hans Plischke war es gelungen, über zwanzig Dissertationen zu begleiten. Er baute sich bis zum Ende seiner Universitätskarriere eine breite Schülerschaft auf.

## Werk

### Überblick
Hans Plischke war einer der produktivsten Ethnologen seiner Zeit. Da ihm keine wissenschaftliche  Begabung zuzuschreiben ist und auch seine Aufenthalte im Feld meist schon in der Vorbereitung scheiterten, blieben seine Veröffentlichungen häufig nur Fleißarbeiten. Die Auswertung von Quellen stand dabei im Vordergrund. Sein Gesamtwerk umfasst mehrere hundert Titel.

### Monografien
- Von den Barbaren zu den Primitiven (1926)
- Kukailimoku, ein Kriegsgott von Hawaii (1929)
- Völkerkunde (1930)
- Die Ethnographische Sammlung der Universität Göttingen, ihre Geschichte und ihre Bedeutung (1931)
- Tahitische Trauergewänder (1931)
- Alter und Herkunft des europäischen Flächendrachens (1936)
- Der Anteil der Deutschen an der Entdeckung des Stillen Ozeans (16.–18. Jh.) (1936)
- Johann Friedrich Blumenbachs Einfluß auf die Entdeckungsreisenden seiner Zeit (1937)
- Die Völker Europas (1939)
- Ein Brustschmuck von Tonga-tabu und die Verarbeitung von Walknochen in Polynesien (1939)
- Göttinger Beiträge zur Kolonialgeschichte (1940)
- Von Cooper bis Karl May (1951)
- Die Kulturen der aussereuropäischen Erdteile in Übersicht (1954)
- Der Stille Ozean (1959)
- Die erste Weltumseglung (1964)